# Андрюс Йокшас
Андрюс Йокшас (лит. Andrius Jokšas, * 12 січня 1979, Вільнюс) — литовський футболіст, захисник національної збірної Литви. Нині виступає за футбольний клуб «Екранас».